# إسحاق كيزه ثيلين
إسحاق كيزه ثيلين (بالسويدية: Isaac Kiese Thelin) هو لاعب كرة قدم سويدي في مركز الهجوم ولد في يوم 24 يونيو 1992 في مدينة أوربرو في السويد، يلعب حالياً مع نادي بوردو وسبق له اللعب مع نادي مالمو ونادي نوركوبنغ ونادي كارلسلوندس، لعب مع منتخب السويد لكرة القدم ويبلغ طوله 189 سم.

## روابط خارجية
- إسحاق كيزه ثيلين على موقع الاتحاد الأوربي (الإنجليزية)
- إسحاق كيزه ثيلين على موقع اتحاد السويد (السويدية)
- إسحاق كيزه ثيلين على موقع اتحاد تركيا (لاعب) (الإنجليزية)
- إسحاق كيزه ثيلين على موقع قاعدة بيانات كرة القدم.إي يو (الإنجليزية)
- إسحاق كيزه ثيلين على موقع ناشيونال فوتبول تيمز (الإنجليزية)
- إسحاق كيزه ثيلين على موقع Soccerway.com (الإنجليزية)
- إسحاق كيزه ثيلين على موقع عالم كرة القدم.نت (الإنجليزية)
- إسحاق كيزه ثيلين على موقع AS.com (الإسبانية)